# Thecodont
Thecodont (af gr. theke 'dække, hylster' og odous 'tand', gen. odontos) er en ikke-naturlig slægtskabsgruppe af krybdyr inden for Archosauria. De fandtes fra Sen Perm til sidst i Trias (250-210 mio. år før nu) og udgør en stamgruppe til nulevende krokodiller og disses fossile slægtninge, pterosaurer (flyveøgler) og dinosaurer. Navnet hentyder til, at tænderne sidder i enkelte gruber i kæberne og ikke blot på knoglen som hos Lepidosauria (fx den nulevende tuatara).
Ligesom krokodiller havde flere grupper forbenede plader langs ryggen, hos visse udviklet til et veritabelt panser, og de fleste former var firbenede landdyr. Rauisuchierne, der er beslægtede med moderne krokodiller, udviklede opret gang uafhængigt af dinosaurerne, ved at bækkenet udviklede en kam, der hang ud over lårbenets hoved; et meget usædvanligt arrangement. På nær visse aetosaurer, fx Stagonolepis (220 mio. år før nu), der nok mest åd planter, var thecodonterne formentlig kødædere.